# Ralph Nelson Elliott
Ralph Nelson Elliott fue un economista estadounidense, nacido el 28 de julio de 1871 en Marysville, Kansas. Fue contador desde 1886. Después de ejercer como funcionario de Estados Unidos en Centroamérica entre 1924 y 1929, empezó a estudiar las fluctuaciones de los precios en el índice de precios de las acciones en la Bolsa de New York. En mayo de 1934 empezó a resumir las observaciones del comportamiento del mercado de acciones en un conjunto de principios que aplicó a todos los grados de onda de los movimientos del precio de las acciones. Gracias a sus estudios meticulosos Elliott había descubierto el principio de organización que hay detrás del movimiento de los mercados. Escribió el Principio de las Ondas de Elliott que publicó en una serie de 12 artículos en la revista "Financial World" en 1939 . Encontró que dentro de cada ciclo económico (del más largo hasta el más corto) hay ocho ondas: tres impulsos de ascenso con dos correcciones y luego dos descensos con una corrección. † Murió el 15 de enero de 1948.